# Welcome to the Machine
Singles de Pink Floyd
Money
/ Any Colour You Like
(1973) Shine On You Crazy Diamond, Part 1
(1975)
Pistes de Wish You Were Here
Shine On You Crazy Diamond (Parts I - V) Have a Cigar
Welcome to the Machine est une chanson du groupe rock progressif britannique Pink Floyd qui apparaît sur l'album Wish You Were Here, en 1975. Elle est réputée pour son utilisation massive des synthétiseurs, de la guitare acoustique et de différents effets audio, dont des personnes discutant à la fin de la chanson. Les paroles dépeignent une vision très sombre de l'industrialisation, la machine du titre.
Un clip d'animation de Welcome to the Machine a été réalisé par Gerald Scarfe.
Le clip de Gerald Scarfe était initialement joué sur l'écran circulaire au-dessus de la scène pour le moment où le groupe joua la chanson lors de leur tournée 1977 In the Flesh. La vidéo fantaisiste commence par ce qui semble être un axolotl mécanique géant rampant sur un terrain rocheux. La scène se déroule dans un paysage urbain industriel désolé composé d'imposantes structures en acier étincelantes. Un cylindre se fissure et suinte de manière inquiétante du sang tandis qu'un cuboïde se déplie et la scène se déroule dans des poutres chargées de cadavres et de rats pourris (l'un d'eux semble émacié). Une vue d'un paysage stérile avec une tour qui s'étend de l'horizon qui se transforme en une forme surnaturelle hurlante, qui s'arrête ensuite de haleter pendant quelques secondes avant de décapiter vicieusement un homme sans méfiance au premier plan. La tête se décompose ensuite très lentement en crâne au coucher du soleil. Enfin, trois bâtiments se dressent jusqu'à ce qu'un océan de sang emporte cette scène. Les vagues se transforment en milliers de mains agitant au rythme de la musique (un peu comme les gens à un concert de rock). Toutes les structures environnantes sont emportées sauf une. En dépit d'être tiré par les masses sanglantes, le monolithe survit et se synchronise avec le son synthétisé à la fin de la chanson, il vole au-dessus des nuages dans l'espace où il s'insère solidement dans un trou dans un objet ovoïde flottant massif.

## Personnel
- David Gilmour - guitare acoustique, chant double piste
- Roger Waters - Synthétiseur EMS VCS3, basse
- Richard Wright - Orgue Hammond, EMS VCS 3, ARP String Ensemble, Minimoog
- Nick Mason - effets sonores